# Amyris pernambucensis
Amyris pernambucensis là một loài thực vật có hoa trong họ Cửu lý hương. Loài này được Arruda mô tả khoa học đầu tiên năm 1816.